# Броль
Броль (нім. Brohl) — громада в Німеччині, розташована в землі Рейнланд-Пфальц. Входить до складу району Кохем-Целль. Складова частина об'єднання громад Кайзерзеш.
Площа — 5,88 км2. Населення становить 336 ос. (станом на 31 грудня 2020).

## Галерея

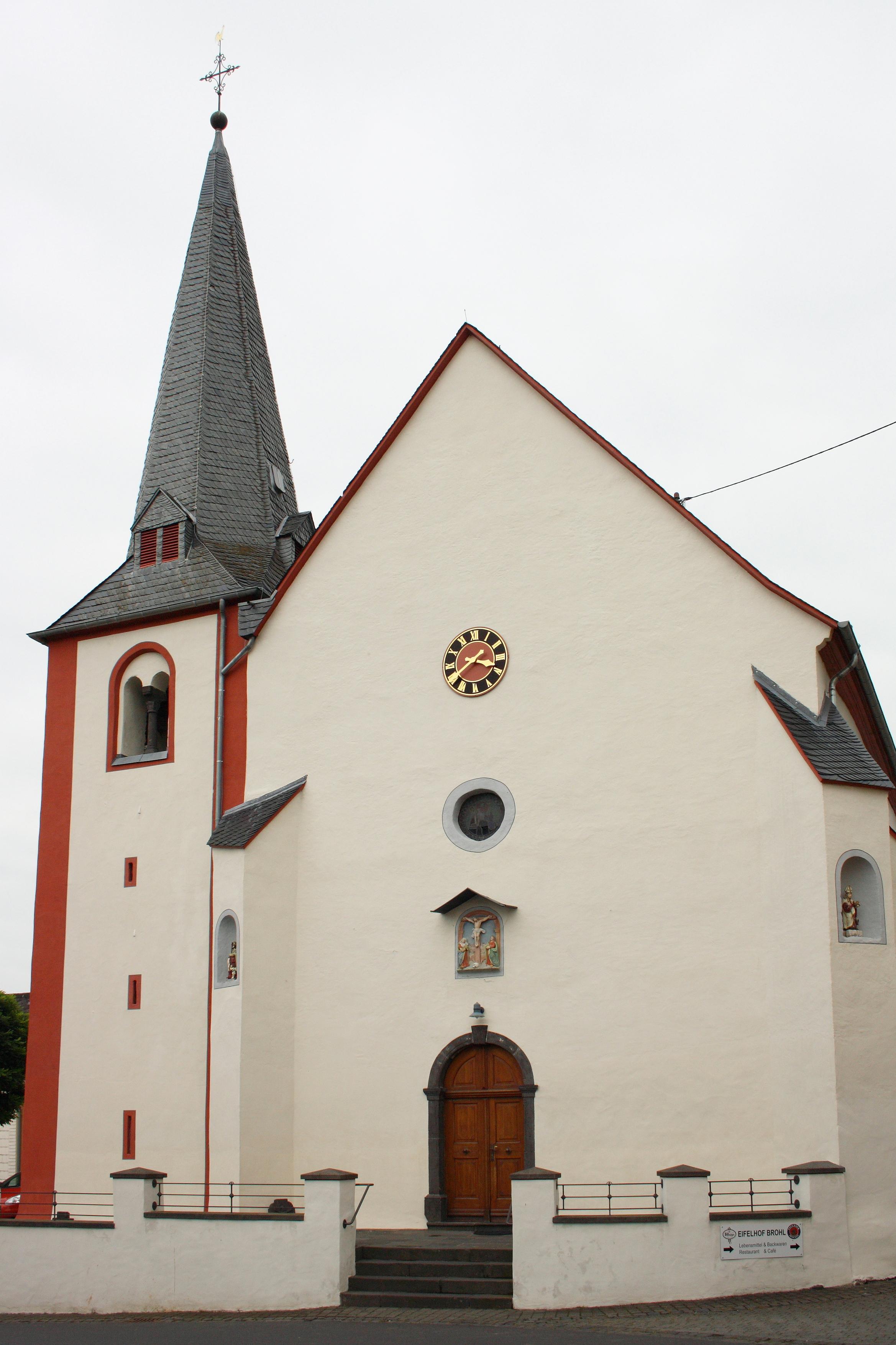
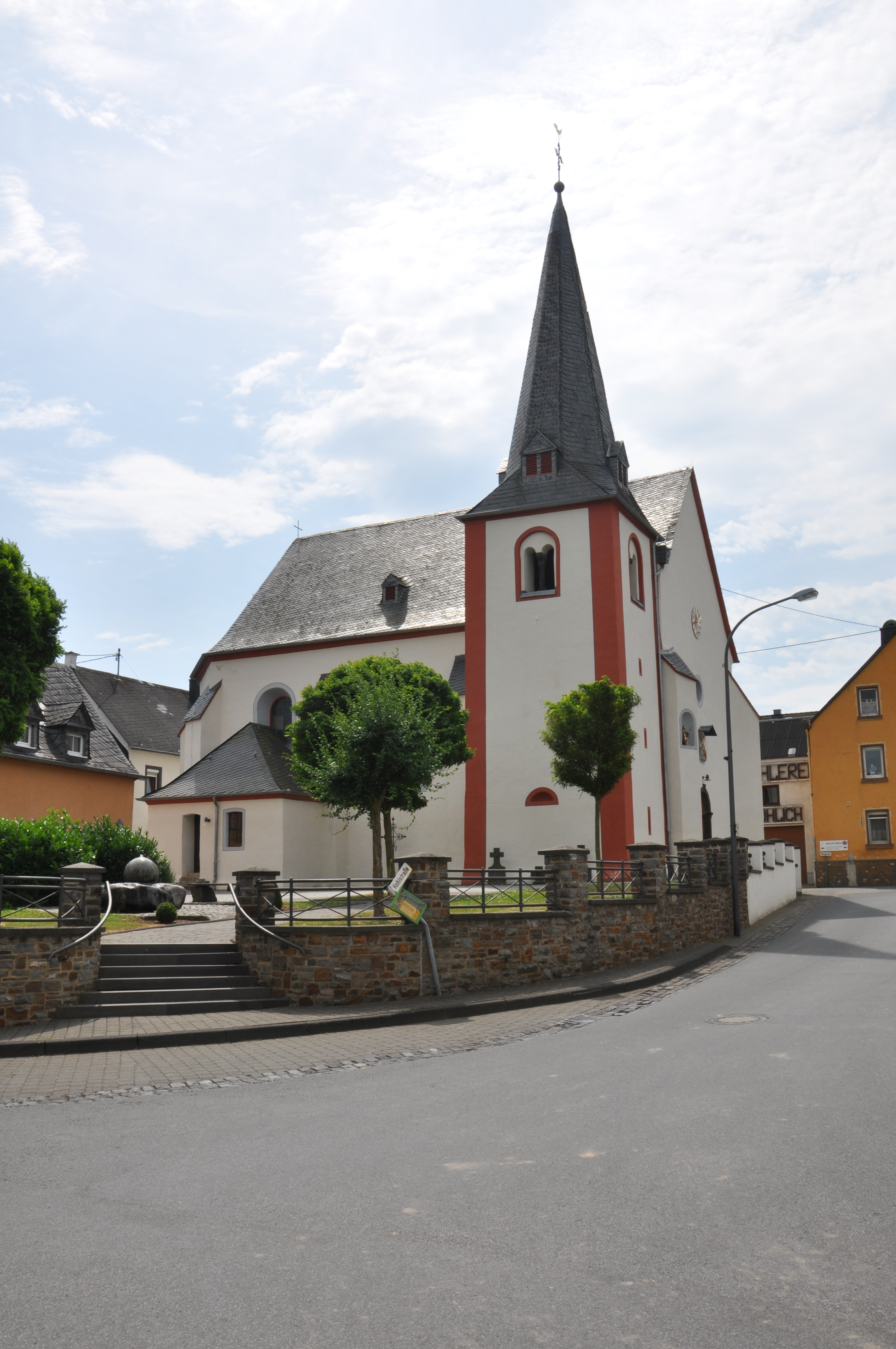